# The Noise
The Noise è un album in studio del cantante britannico Peter Hammill, pubblicato nel 1993.

## Tracce
1. A Kick to Kill the Kiss
2. Like a Shot, the Entertainer
3. The Noise
4. Celebrity Kissing
5. Where the Mouth Is
6. The Great European Department Store
7. Planet Coventry
8. Primo on the Parapet

## Formazione
- Peter Hammill - voce, chitarra, tastiere
- Manny Elias - batteria
- John Ellis - chitarra
- David Jackson - sassofono, flauto
- Nic Potter - basso